# Napoléon (1927)
Napoléon is een Franse dramafilm uit 1927 onder regie van Abel Gance. Napoléon is een Franse stomme film uit 1927 van de hand van Abel Gance en volgt het parcours van Napoleon Bonaparte vanaf zijn eerste schooldagen in Brienne-le-Château in 1781 tot aan het begin van zijn Italiaanse veldtocht op 16 april 1796.
Abel Gance, schrijver en regisseur van de film, was vastbesloten om een film te produceren die zich qua grandeur kon meten met zijn subject, Napoleon. Om dit te bereiken omringde hij zichzelf met grote namen uit de Franse filmwereld, waaronder Alexander Benois en Simon Feldman. De film zit vol met technische innovaties zoals de toepassing van kleur, breedbeeld en stereoscopie. Maar het belangrijkste van alles was het experiment met mobiel camerawerk. In die tijd waren de meeste filmshots statisch, maar Gance vond dat het publiek meer moest kunnen meeleven met de film. Zo werd de camera van het statief gehaald en op wielen gezet, op rails rondgereden, op de rug van een paard geplaatst en zelfs aan een vliegende trapeze gehangen. Dit leverde dynamische shots op van locaties, close-ups van personages in actie, onderwatershots enzovoorts.
In eerste instantie zou het hele leven van Napoleon gefilmd worden in zes delen, maar Gance had het budget voor zes episodes al opgebruikt voordat het eerste deel af was. Daarom was hij gedwongen om de film te eindigen met de intocht van Napoleon in Italië. Hiervoor vond hij het drieluikproces uit, ook wel bekend als Polyvision: de scène werd gefilmd door drie camera’s en er zijn tevens drie projectors nodig om de scène te tonen.
In 1981 werd de restauratie door filmhistoricus Kevin Brownlow voltooid. Hij had daar twintig jaar aan gewerkt. Voor deze reconstructie werd Carl Davis gevraagd om nieuwe muziek te componeren. De partituur is een mengeling van bestaande muziek, arrangementen van traditioneel materiaal en nieuwe composities. Zo gebruikt Davis veel muziekstukken van Beethoven omdat Beethoven bewonderaar van Napoleon geweest schijnt te zijn en Napoleons overwinning in de Slag bij Marengo (1800) hem inspireerde tot zijn derde symfonie. Daarnaast arrangeerde Davis liederen uit de Franse revolutie (waaronder de Marseillaise) en volksmuziek uit Corsica.
Tijdens het Holland Festival van 2014 was de film op zondag 15 juni 2014 in de Ziggo Dome voor het eerst in deze nieuwe versie te zien, live begeleid door het Gelders Orkest, onder leiding van Carl Davis.

## Rolverdeling
| Acteur              | Personage                     |
| ------------------- | ----------------------------- |
| Albert Dieudonné    | Napoleon Bonaparte            |
| Vladimir Roudenko   | Napoleon Bonaparte (als kind) |
| Edmond Van Daële    | Maximilien de Robespierre     |
| Alexandre Koubitzky | Georges Danton                |
| Antonin Artaud      | Jean-Paul Marat               |
| Abel Gance          | Louis Antoine de Saint-Just   |
| Gina Manès          | Joséphine de Beauharnais      |
| Suzanne Bianchetti  | Marie Antoinette              |
| Marguerite Gance    | Charlotte Corday d'Armont     |
| Yvette Dieudonné    | Elisa Bonaparte               |